# Harveya huillensis
Harveya huillensis är en snyltrotsväxtart som beskrevs av William Philip Hiern. Harveya huillensis ingår i släktet Harveya och familjen snyltrotsväxter. Inga underarter finns listade i Catalogue of Life.